# 千歳市立勇舞中学校
千歳市立勇舞中学校（ちとせしりつ ゆうまいちゅうがっこう）は北海道千歳市勇舞3丁目に所在する公立中学校。

## 概要
勇舞中学校は千歳市勇舞地区に位置し、宅地開発が進む住宅地と農地に囲まれた学校である。生徒が多く住んでいる北陽地区、北光地区、長都駅前地区、勇舞地区、みどり台地区の地域は長都駅のアクセスが良く、千歳市の新興住宅地として栄えている。学校の西側には千歳川支流の勇舞川が流れている風光明媚な環境である。北側は市道南28号線（通称：C経路、戦車通り）が通っており、自衛隊の車両や戦車等が走る道路でもある。毎月の訓練前後には同道路に多数の戦車等が走り、その光景を校舎の窓から見ることができる。
校歌
校歌は音楽教諭である初代校長自身が作詞作曲をした。
制服
制服は北陽小学校、富丘中学校のPTAが協議し選定した。男子のネクタイ、女子のリボン、ジャージ、Tシャツ、ハーフパンツをスクールカラーでもある青色を使用している。開校当時の2012年は、富丘中学校からの分離開校の関係で、2年・3年が富丘中学校の制服、1年は勇舞中学校の新制服を着用と2校の制服が混在していたが、2014年4月からは勇舞中学校の新制服で完全統一された。
生徒数 (学級数)
- 676名 (19学級)[4]
  - 1年生 - 224名 (7学級)[4]
  - 2年生 - 236名 (7学級)[4]
  - 3年生 - 214名 (6学級)[4]

※2020年現在

## 校地・校舎
校舎は、鉄筋コンクリート3階建てになっており、体育館と武道館が併設され、太陽光発電施設が設けられている。校舎内は、近代化と木製使用により調和がとられている。グラウンド(面積)は、野球、サッカーが同時に練習が可能である。学校のある区画は、周囲約1kmであり、生徒のトレーニングに使用されている。
校舎概要
- 敷地面積 - 33,084.80㎡[8]
- 延床面積 - 6,260.28㎡(校舎棟)[8] 1,519.42㎡(講堂棟 ※武道場併設)[8]
- グラウンド - 20,400㎡[8]
- 総工費 - 約29億6000万円[8]

## 沿革
近年、勇舞地区・あずさ地区・みどり台地区の宅地開発により人口が増加し、同時に生徒数も増加した。2008年に千歳市立富丘中学校の校舎では対応出来なくなってきていたため、市内10校目となる新設校を検討。2009年には校名が決まり、2012年に校舎と講堂が完成した。当初は千歳市の財政事情から別々に建設することが検討されていたが、保護者からの要望で校舎と講堂が同時に供用することになった。同年4月に千歳市立富丘中学校から分離開校した。千歳市内の中学校の新規開校は1987年の千歳市立向陽台中学校以来、25年ぶりであった。

### 年表
- 2008年 - 分離校基本構想検討委員会設置
- 2009年 - 校名を「千歳市立勇舞中学校」に決定
- 2010年 - 勇舞中学校準備委員会設置
- 2011年 - 校章制定、勇舞中学校設置届受理
- 2012年 - 校舎・講堂完成、千歳市立勇舞中学校開校、校歌制定

## 教育目標
- 瞳をきらめかせ 希望に満ちた未来を拓く [11]
  - 思いやりの心と豊かな人間性、高い志と確かな学力、たくましい心身と実現する能力の人間力、知力、実践力を育むことを目標としている。

## 学校行事
- 4月 - 前期始業式、入学式、標準学力検査、修学旅行(3年)、全国学力調査
- 5月 - 体育祭
- 6月 - 前期中間テスト、学力テストA(3年)
- 7月 - 宿泊研修(2年)、夏季休業
- 9月 - 神社祭、文化祭、前期期末テスト
- 10月 - 学力テストテストB(3年)、前期終業式、秋季休業、後期始業式、自主研修(1年）
- 11月 - 学力テスト(1年・2年)、学力テストC(3年)、開校記念日、後期中間テスト(1年・2年)
- 12月 - 学年末テスト(3年)、冬季休業
- 1月 - スキー学習(1年・2年)
- 2月 - 学力テスト(1年・2年)、学年末テスト(1年・2年)
- 3月 - 卒業式、修了式、離任式、年度末休業

## 部活動
体育系
| - 野球部 - サッカー部 - ソフトテニス部（男子・女子） - バドミントン部（男子・女子） - バスケットボール部（男子・女子） | - バレーボール部（男子・女子） - 卓球部 - 柔道部 - 陸上部 |

- 剣道部 - 北海道代表として全国大会出場（2014年）

文化系
- 吹奏楽部 - 札幌地区大会B編成金賞（2013年）、札幌地区大会A編成金賞（2014年）、 札幌地区大会A編成銀賞（2015年）、札幌地区大会B編成銀賞（2016年）
- 美術部
- 家庭部

## 通学区域
| - 北光 - 長都 - 釜加 - 北陽 - 長都駅前 - 勇舞 | - みどり台北 - みどり台南 - 北信濃の一部 - 都の一部 - 上長都の一部 |

## 出身小学校
- 千歳市立北陽小学校
- 千歳市立みどり台小学校

## 校区内の主な施設
公共施設
- 長都駅
- 市立千歳市民病院

商業施設
- フードD365千歳店（旧・フードD5→千歳食彩館）
- ツルハドラッグ（北陽店）
- ちとせモール
  - スーパーアークス（長都店）
- ファーム・ヌーボー - 洋菓子店
- セブンイレブン（千歳勇舞店）
- ローソン（千歳北陽店）
- セイコーマート（長都店）
- セイコーマート（北陽店）
- ヤマザキショップ（長都駅前店）
- ピザテンフォー（北陽店）
- ファミリーマート（千歳勇舞7丁目店）

教育施設
- 北海道千歳北陽高等学校
- 千歳市立北陽小学校
- 北陽幼稚園
- 第2わかば幼稚園
- アリス保育園

## 交通
※2021年8月現在
鉄道
- JR千歳線長都駅東口より徒歩15分

バス
- 千歳相互観光バス・道南バス 勇舞空港線「勇舞中学校前」停留所下車[12]
- 北海道中央バス（千歳営業所） みどり台線「北陽4丁目」停留所より徒歩4分